# Salinoctomys loschalchalerosorum
Salinoctomys loschalchalerosorum é um gênero de roedor da família Octodontidae. É a única espécie do gênero Salinoctomys. Endêmica da Argentina, onde é conhecida por apenas dois espécimes coletados na localização-tipo, a 26 km SW de Quimilo, departamento de Chamical, província de La Rioja.